# Ancienne Rauma
La vieille ville de Rauma ou ancienne Rauma selon la dénomination de l'UNESCO (en finnois : Vanha Rauma ; en suédois : Gamla Raumo) est le centre historique de la ville de Rauma en Finlande, inscrite depuis 1991 sur la liste du patrimoine mondial de l'UNESCO.

## Description générale
Le site s'étend sur 30 hectares et compte quelque 600 maisons en bois (de véritables maisons d'habitation ou de simples ateliers) réparties sur 250 terrains pour une population totale d'environ 800 habitants. La vieille ville a conservé ses caractères médiévaux, les ruelles étroites et sinueuses et les terrains irréguliers. Les bâtiments les plus anciens remontent au XVIIIe siècle, la ville ayant été ravagée par les flammes en 1640 et 1682. La plupart des maisons sont actuellement habitées et appartiennent à des propriétaires privés ; celles le long des deux rues principales et autour de la place du marché sont principalement à usage commercial.

## Monuments classés
Parmi les bâtiments en bois remarquables figurent le Kirsti, une maison de marin des XVIIIe et XIXe siècles, et le Marela, une maison d'armateur du XVIIIe siècle avec une façade de style néorenaissance datant du XIXe siècle, toutes deux transformées aujourd'hui en musées.  Les rares édifices en pierre de la vieille ville sont l'église de la Sainte-Croix de l'ancien monastère franciscain du XVe siècle au chœur orné de fresques médiévales, et l'ancien hôtel de ville construit en 1776. Rauma possédait une autre église, également du XVe siècle, l'église de la Sainte-Trinité, détruite lors de l'incendie de 1640 et dont les ruines ont été conservées.

## Galerie

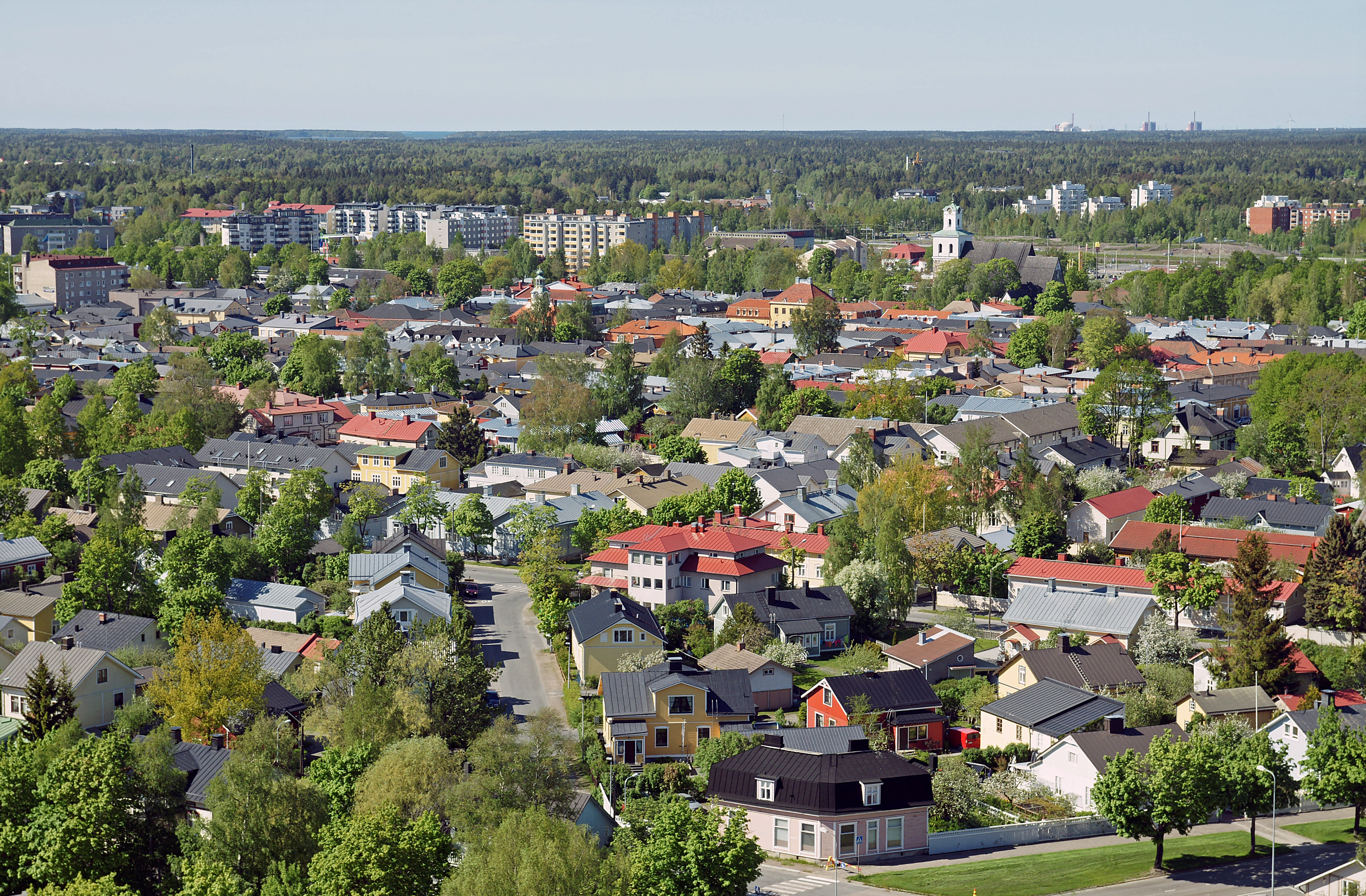
L'ancienne Rauma vue du château d'eau.
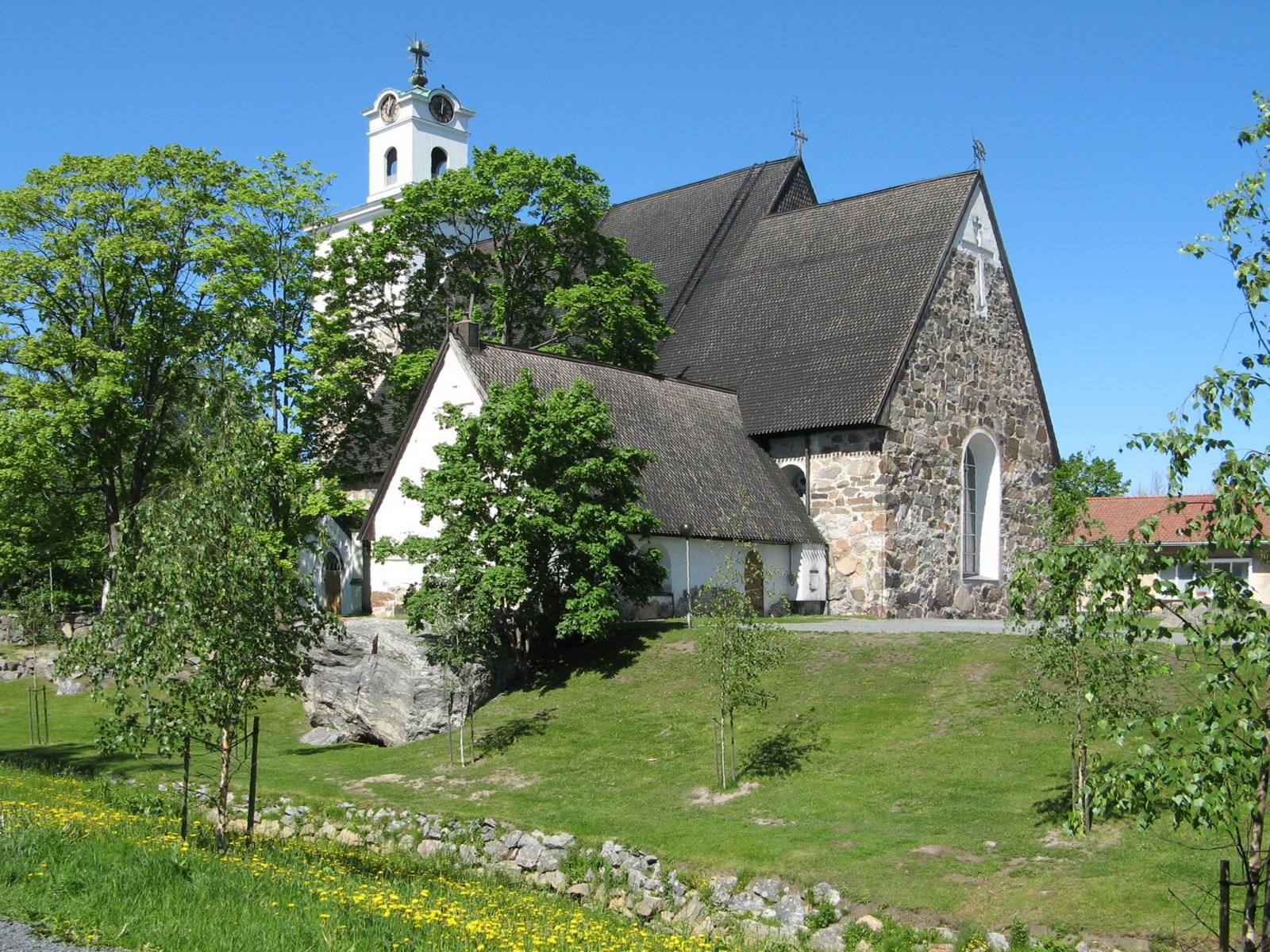
Église de la Sainte-Croix.
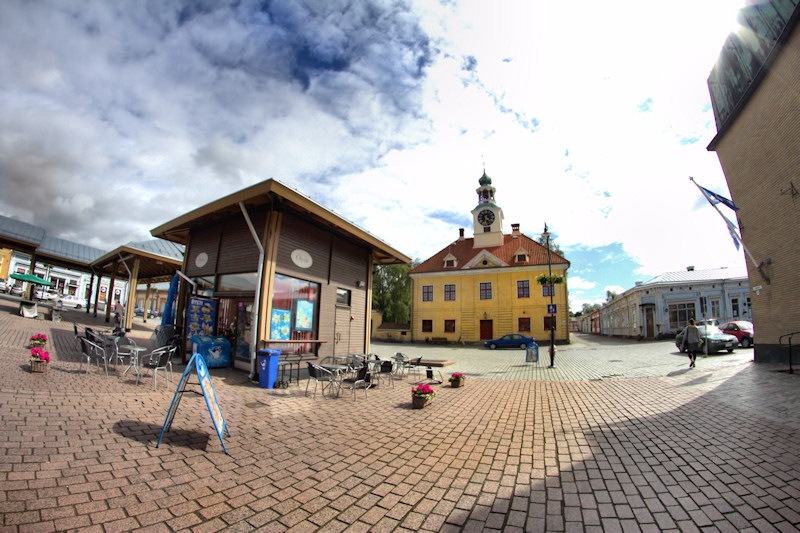
Place du marché de Rauma, au fond la mairie de Rauma.
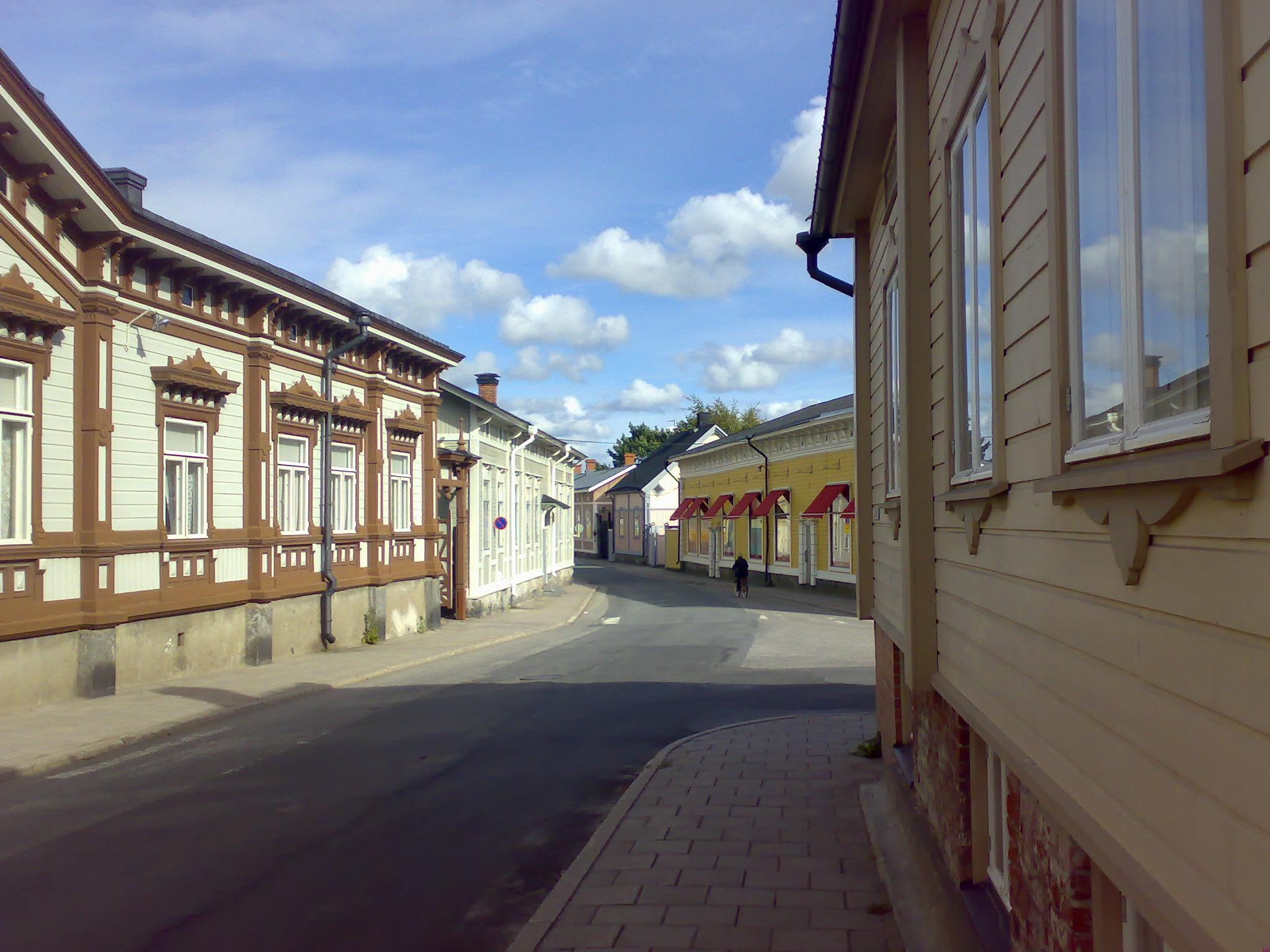
La rue Kauppakatu.
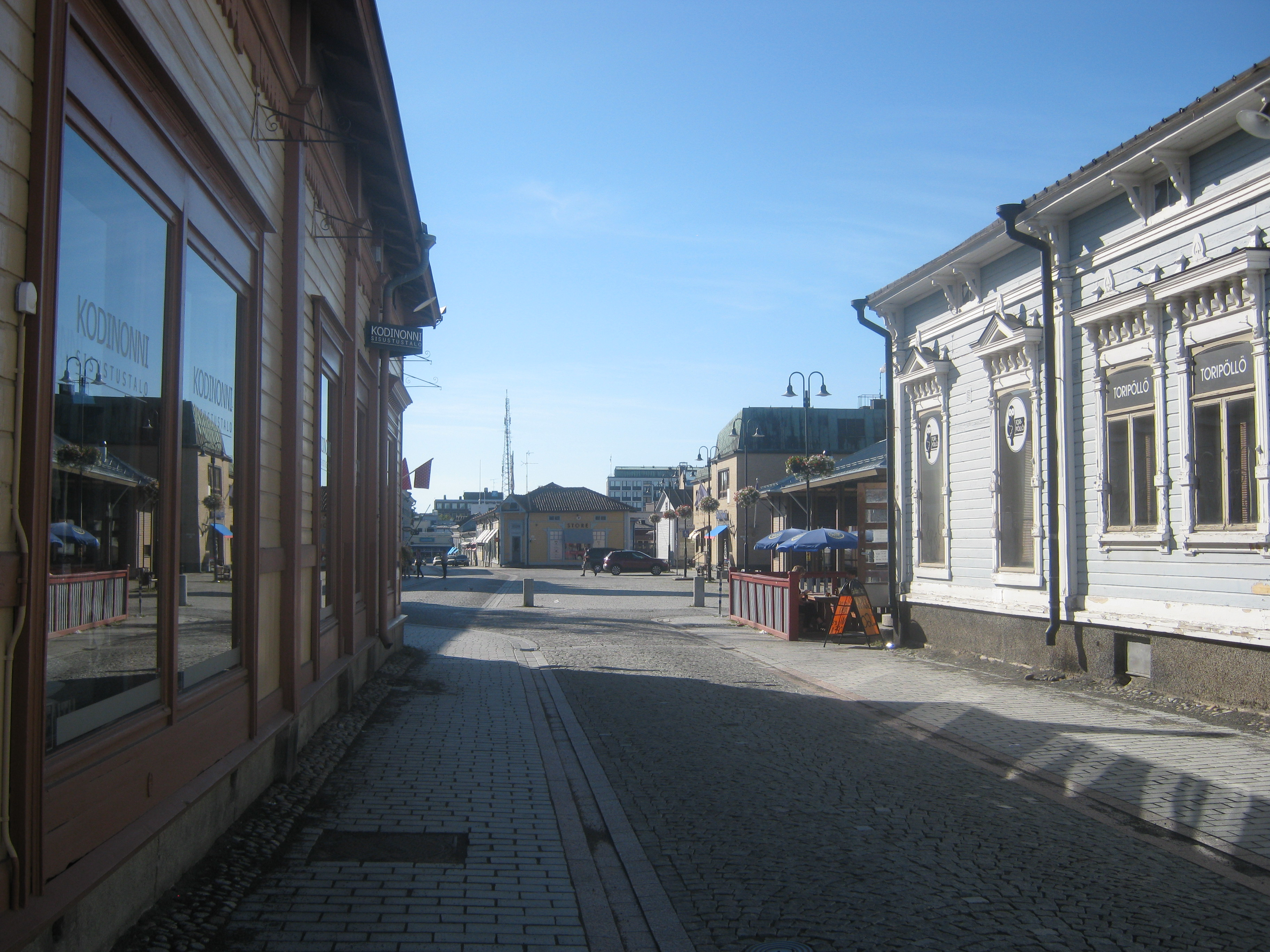
La rue Kauppakatu et au fond la place du marché.
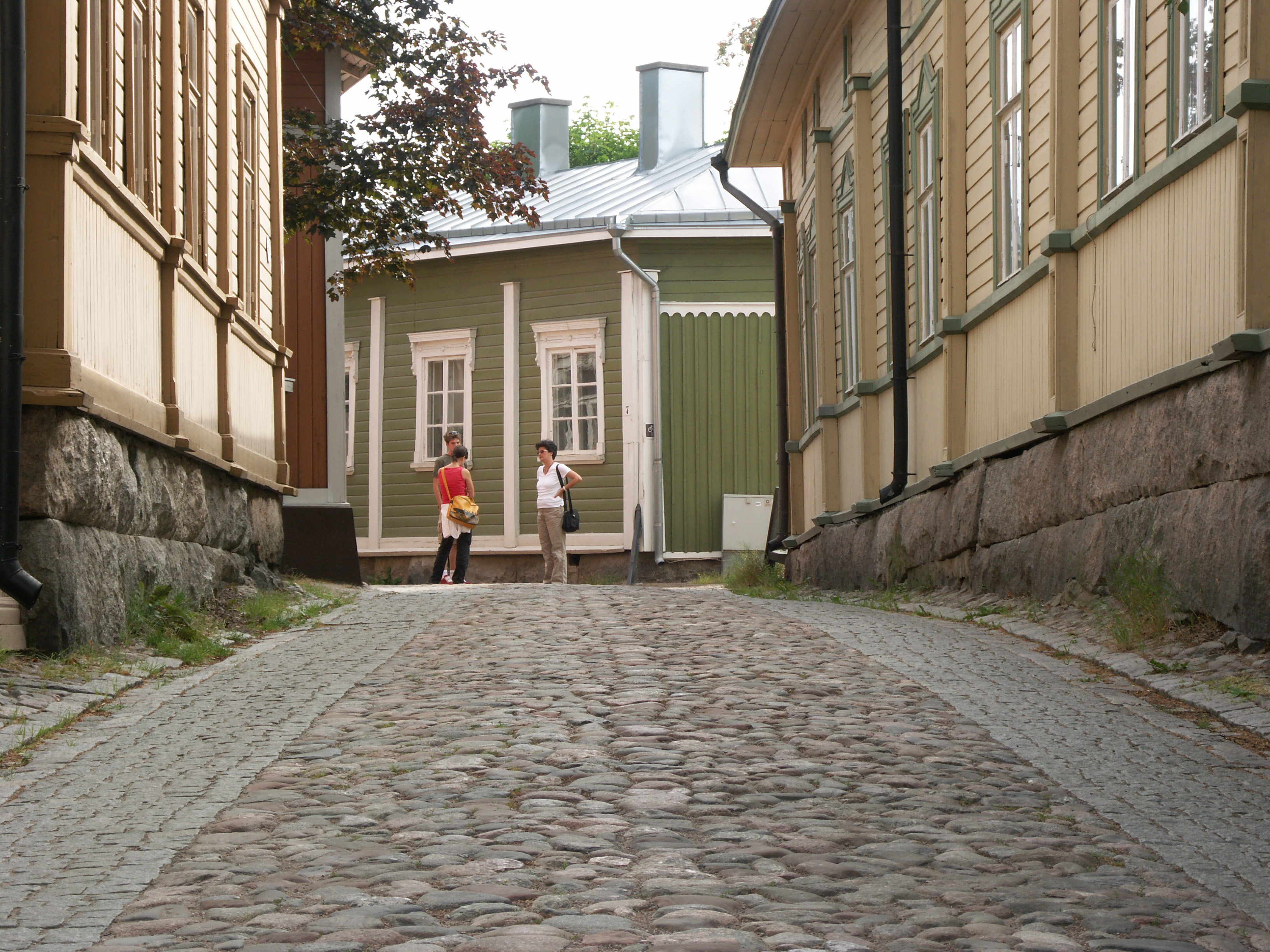
Rue de l'ancienne Rauma.
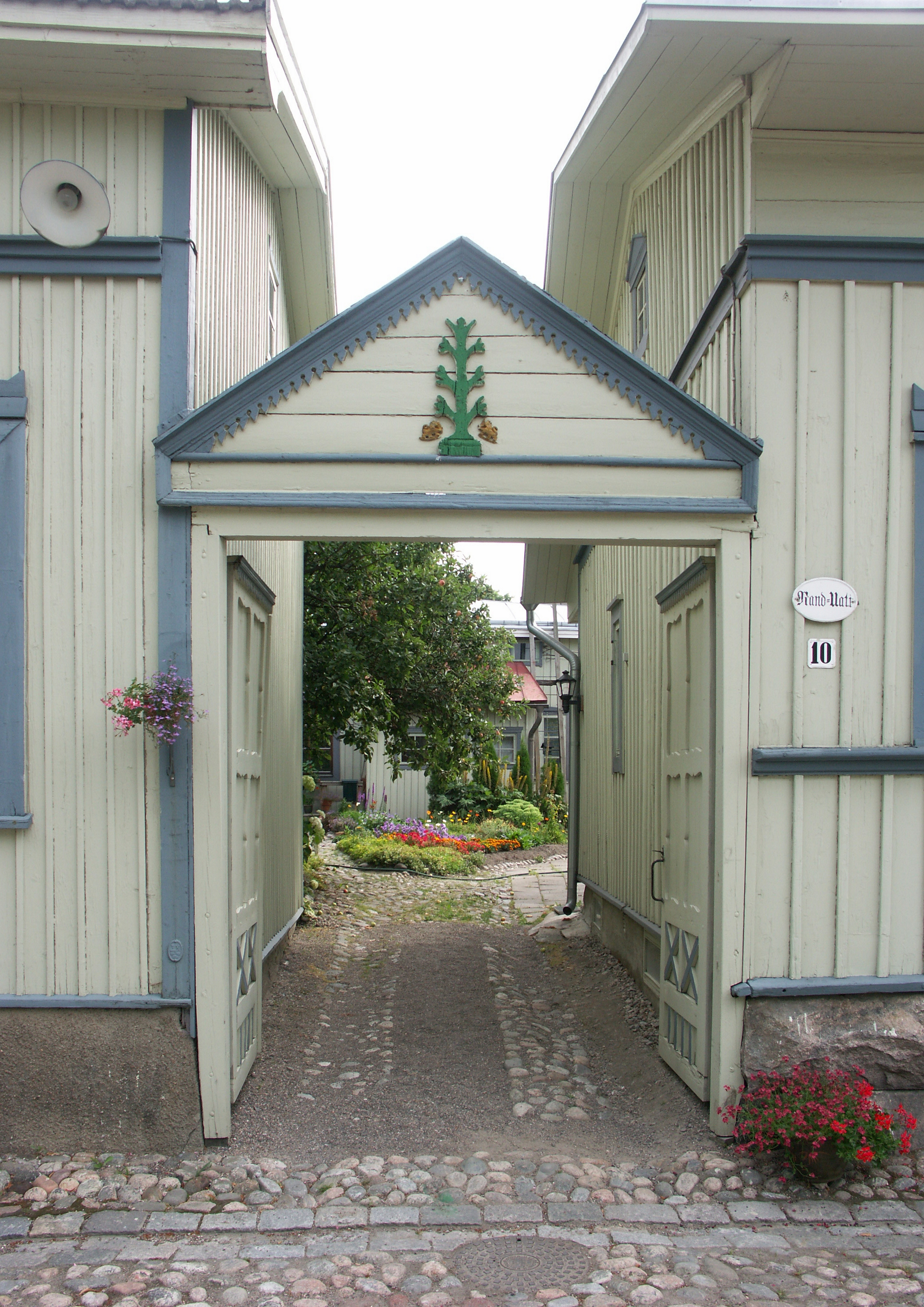
Un portail.